# Фі Андромеди
Фі Андромеди (φ Андромеди) — зоря має позначення Байєра подвійної зоряної системи поблизу кордону північного сузір’ї Андромеди. Система має сукупну видиму зоряна величину 4,25 і її видно неозброєним оком. На підставі вимірювань паралакса, зроблених під час місії Гіппаркос, ця зоряна система розташована на відстані приблизно 720 світлових років (220 парсек) від Землі. Разом з χ And утворює китайський астеризм 軍南門 (Keun Nan Mun, путунхуа jūnnánmén), «Південні ворота табору».